# Embalse de El Limonero
El embalse del Limonero es un embalse español situado en el término municipal de Málaga, comunidad autónoma de Andalucía, en el distrito de Ciudad Jardín.

## Características
La presa, cuyo titular es la Junta de Andalucía, conocida por su notable infraestructura y funciones vitales para la región, fue diseñada por L. de Cossío y la empresa INYPSA. Clasificada en la categoría A debido a su riesgo potencial, las obras de construcción de la presa comenzaron el 21 de septiembre de 1979 y se finalizaron el 31 de diciembre de 1983. Los principales usos de esta presa incluyen el abastecimiento de agua y la defensa frente a avenidas, beneficiando principalmente a los usuarios de Málaga.
Ubicada en la cuenca hidrográfica de las Cuencas Mediterráneas Andaluzas, la presa se encuentra sobre el río Guadalmedina, al cual afecta en una longitud de 5 km. La cuenca tiene una superficie de 166 km², con una aportación media anual de 15 hectómetros cúbicos (Hm³) y una precipitación media anual de 542 mm. El caudal de avenida de proyecto es de 1238 metros cúbicos por segundo (m³/s), lo que demuestra la capacidad de la infraestructura para manejar grandes volúmenes de agua durante eventos de precipitación extrema.
En cuanto a los detalles técnicos de la presa, es del tipo de materiales sueltos con núcleo de arcilla, con una cota de coronación situada a 121 metros y una cota de cimientos a 26 metros. La altura desde los cimientos es de 95 metros, mientras que la cota del lecho del cauce está a 53 metros. El Nivel Máximo Normal (NMN) de la presa se encuentra a 104 metros, con una superficie inundada a NMN de 105 hectáreas y una capacidad de almacenamiento de 25 Hm³.
La longitud de coronación de la presa es de 414 metros y el volumen del cuerpo de la presa asciende a 3.390.000 metros cúbicos. Cuenta con dos conducciones de desagües de fondo, cada una con un diámetro de 1.80 metros y un caudal máximo de 100 m³/s por desagüe. El aliviadero de la presa es de tipología de labio fijo, con una capacidad máxima de 614 m³/s, la sección del umbral es de 10x9,11 metros y la longitud del canal de 258 metros.
Esta infraestructura hidráulica es crucial para la gestión de recursos hídricos en Málaga, proporcionando tanto suministro de agua como protección contra inundaciones, contribuyendo así al bienestar y seguridad de la población y el entorno.
El túnel de desvío tiene una capacidad de desagüe de 600 m³/s, una longitud de 452 metros y una sección de 52 metros cuadrados.
El nombre dado a la presa procede de un error tipográfico, pues el nombre tenía que haber sido Pantano del Limosnero pues las tierras donde se sitúa pertenecieron antaño a la figura del "limosnero" del obispado. La inexactitud en el cartel permaneció en el tiempo y se quedó en la conciencia de los malagueños, y desde entonces se llama "EL PANTANO DEL LIMONERO"
La finca del LIMOSNERO, se denominaba así en recuerdo del presbítero y limosnero del obispo Francisco Edo, quien compró la finca en 1756. La pronunciación transformó el Limosnero en Limonero. (Limohnero)